# Llanos del Rabel

Vista panorámica de los Llanos del Rabel

Los Llanos del Rabel es un paraje natural que se encuentra dentro del parque natural de la Sierra de Grazalema, enclavado a su vez en las provincias de Cádiz y Málaga. Debe su nombre al sonido del Rabel, un pequeño instrumento musical que fue introducido en la península ibérica por los árabes. El término procede del árabe hispánico rabáb (del árabe clásico rabāb o Rebab) y su definición es "instrumento tradicional de cuerda, de hechura similar al laúd, que se tañe con un arco y se utiliza para acompañar a la voz en los romances y coplas desde tiempos remotos". Su aguda sonoridad está asociada a la tradición pastoril y se ha mantenido hasta nuestros días gracias a la transhumancia. El nombre del paraje bien podría estar relacionado con esta actividad. El rabel resonaba en los rincones de estos valles en tiempos no muy lejanos, amenizando las veladas y fiestas populares. No es baladí que éstas sierras fueran tierra de frontera entre el Reino Nazarí de Granada y la Corona de Castilla entre el siglo XIII al XV, quedando recogida la influencia árabe en su toponimia como en otras partes de Andalucía.
El sendero del mismo nombre parte de las inmediaciones del Puerto de Los Acebuches y lleva a una zona de reserva por una pista de trazado suave, sobre sustrato calizo, que lo convierten en un paseo idóneo para grupos con niños y personas mayores. Acompañado por las cumbres de la Sierra de Zafalgar y siempre paralelo al arroyo del Pinar, que se abre paso a través de un bosque densamente poblado de quejigos, se llega al valle. Una vez allí, el sendero sube de nuevo por el "camino de los pinsapos" flanqueado por quejigos, encinas y un matorral, típicamente mediterráneo, de retamas, genistas, lentiscos y olivillas que ofrece refugio a una gran variedad de fauna silvestre. El paseo está salpicado de magníficos vestígios del patrimonio cultural de estas sierras como un antiguo horno de cal, elemento típico del paisaje andaluz.
Los Llanos de Rabel constituyen un lugar privilegiado desde donde disfrutar de diferentes ambientes naturales que, combinados, ofrecen una imagen bella y diversa del parque natural: un enorme llano protegido por la mágica Sierra del Pinar, con su tapiz relicto del bosque de pinsapos, y coronado por la silueta de El Torreón, la cota más alta de la provincia. Entre las especies botánicas singulares cabe destacar el azafrán blanco de montaña. Son más de 200 las especies de vertebrados catalogadas con 7 especies de peces, 34 entre anfibios y reptiles, 44 de mamíferos y más de 130 especies de aves, algunas de ellas incluidas en las normativas de protección de especies amenazadas. Además del sempiterno vuelo en círculo de los buitres leonados aprovechando la elevación de las corrientes térmicas (la sierra alberga una de las mayores colonias de Buitres leonados de Europa) podemos observar aves como el Azor común, el agateador común, el trepador azul, el herrerillo común, el carbonero común y el pinzón vulgar entre otros. Entre los mamíferos que podemos encontrar están el corzo, el zorro o la garduña; reptiles como el galápago europeo, el lagarto ocelado y la víbora hocicuda y anfibios como la ranita meridional, el sapo común o el tritón pigmeo.